# Sea Keong Loh
Sea Keong Loh (en chino tradicional, 羅熙強; en chino simplificado, 罗熙强; pinyin, Luó Xīqiáng; en cantonais jyutping Lo4 Hei1 Koeng4; 2 de noviembre de 1986) es un ciclista malayo.
En 2014 fichó por el equipo Giant-Shimano, en el que permaneció durante una temporada.

## Palmarés
2008
- 1 etapa del Tour de Tailandia

2013
- 1 etapa del Tour de Tailandia
- 1 etapa del Tour de Singkarak
- Jelajah Malaysia